# Rabieh
Ne doit pas être confondu avec Raboueh.
Rabieh (arabe : الرابية) est une localité en périphérie urbaine de Beyrouth situé sur le plan administratif dans le caza du Metn, à environ 20 minutes du centre-ville de Beyrouth. C'est une localité située aux pieds du mont Liban, sur la route de Bikfaya.

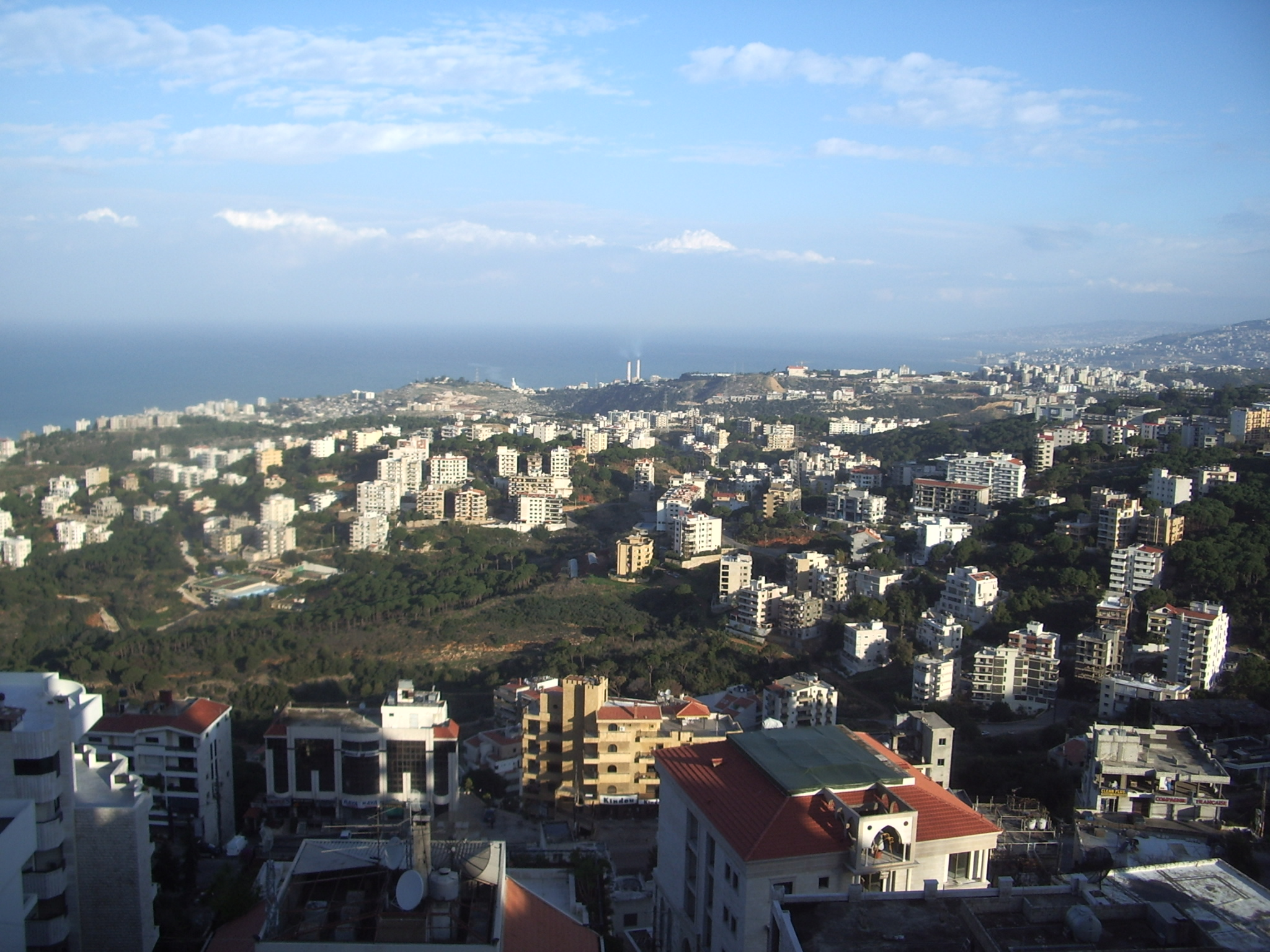
Aperçu de Rabieh